# وفاة بينيتو موسوليني

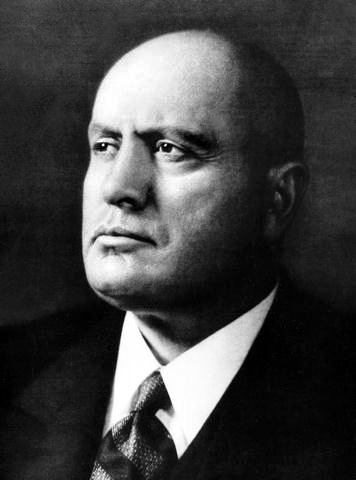
بينيتو موسوليني (1883–1945)

أعدم بينيتو موسوليني الديكتاتور الفاشي الإيطالي الذي أطيح به في 28 أبريل 1945 في الأيام الأخيرة من الحرب العالمية الثانية في أوروبا في قرية جولينو دي ميزيجرا الصغيرة في شمال إيطاليا على يد أحد أعضاء حركة المقاومة الإيطالية. الرواية المقبولة على نطاق واسع للأحداث هي أن موسوليني أعدم على يد الحزبي الشيوعي والتر أوديسيو [الإنجليزية]. ومع ذلك ظلت ظروف وفاة موسوليني وكذلك هوية الشخص الذي أعدمه مصدر خلاف في إيطاليا منذ نهاية الحرب.
قاد موسوليني بلاده إلى الحرب العالمية الثانية عام 1940 ووقف إلى جانب ألمانيا النازية، لكنه سرعان ما هُزم عسكريًا. بحلول خريف عام 1943، أصبح موسوليني قائدًا لدولة ألمانية عميلة في شمال إيطاليا، وواجه تقدم الحلفاء من الجنوب وصراع داخلي عنيف متزايد مع الثوار. في أبريل 1945 أصبح موقف موسوليني محفوفًا بالمخاطر بعد اختراق الحلفاء لآخر الدفاعات الألمانية في شمال إيطاليا وقيام انتفاضة عامة للثوار الذين سيطروا على المدن. غادر موسوليني ميلانو حيث كان يقيم في 25 أبريل وتحرك في اتجاه الحدود السويسرية، لكن الثوار المحليين ألقوا القبض عليه وعشيقته كلاريتا بيتاتشي في 27 أبريل بالقرب من قرية دونغو على بحيرة كومو. أعدم موسوليني وبيتاتشي بعد ظهر اليوم التالي؛ أي قبل يومين من انتحار أدولف هتلر.
نُقلت جثتا موسوليني وبيتاتشي إلى ميلانو وألقيتا في ساحة في أحدى الضواحي (ساحة لوريتو) لكي تعرض أمام حشد كبير من المتفرجين الغاضبين الذين اعتدوا عليها وأهانوهما، ثم علقت الجثث بالمقلوب من عارضة معدنية في الميدان. دفن موسوليني في البداية في قبر لا يحمل أي علامات، وفي عام 1946 حُفر القبر وسرقت جثته من قبل أنصاره الفاشيين، لكن السلطات استعادت الجثمان بعد أربعة أشهر وأبقته مخبأ لمدة أحد عشر عامًا. في عام 1957 سُمح بدفن رفاته في سرداب عائلة موسوليني في مسقط رأسه في بريدابيو. أصبح قبره مزارًا للفاشيين الجدد وتتميز ذكرى وفاته بتجمعات الفاشية الجديدة.

## الأحداث السابقة

### خلفية

الجمهورية الاجتماعية الإيطالية: ديسمبر 1943 ، أخضر فاتح وداكن ؛ سبتمبر 1944 ، أخضر داكن فقط.

كان موسوليني هو الزعيم الفاشي لإيطاليا منذ عام 1922، أول رئيس للوزراء، وبعد استيلائه على السلطات في عام 1925 ولقب بلقب دوتشي. أدخل البلاد في الحرب العالمية الثانية إلى جانب ألمانيا النازية في يونيو 1940.  بعد غزو الحلفاء لصقلية في يوليو 1943، تم عزل موسوليني ووضعه قيد الاعتقال؛ ثم وقعت إيطاليا هدنة مع الحلفاء في كاسابيلي.  في وقت لاحق من ذلك العام، تم إنقاذه من السجن في غارة غران ساسو من قبل القوات الألمانية الخاصة، وقام هتلر بتثبيته كزعيم للجمهورية الإيطالية الاجتماعية، وهي دولة ألعوبة تابعة لألمانيا تم تأسيسها في شمال إيطاليا ومقرها مدينة سالو بالقرب من بحيرة غاردا.  بحلول عام 1944، تم تهديد «جمهورية سالي»، ليس فقط من قبل الحلفاء الذين يتقدمون من الجنوب ولكن أيضًا داخليًا من قبل الثوار الإيطاليين المناهضين للفاشية، في صراع وحشي كان يُعرف باسم الحرب الأهلية الإيطالية. 